# Propalaeotherium
Genre
Propalaeotherium est un genre fossile de mammifères, ancêtre commun à tous les équidés. Il a vécu pendant l'Éocène, de −49  à   −43 millions d'années. Il mesurait de 30  à   60 centimètres de hauteur. Il était herbivore et faisait partie de l'ordre des périssodactyles.
Ses fossiles ont été découverts en Allemagne. Son principal prédateur était Gastornis, oiseau omnivore d'une hauteur de 2 mètres.

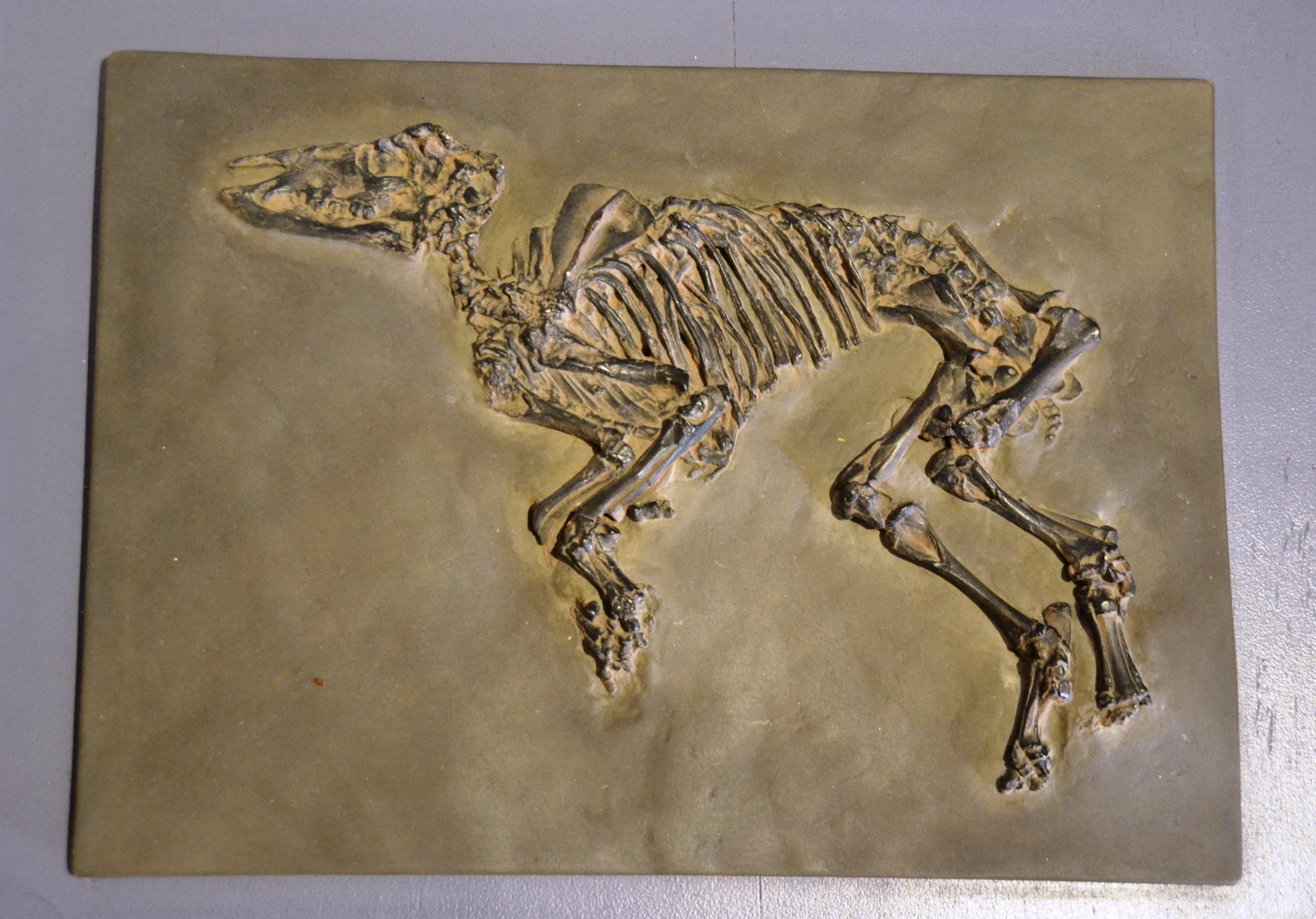
Squelette de Propalaeotherium (muséum d'histoire naturelle de Ratisbonne).

## Description
Propaleotherium pèserait 10 kg et mesurait de 30 cm à 60 cm de hauteur,.

## Systématique
Le genre comprend deux espèces.